# مجلس وزراء إسرائيل
مجلس الوزراء الإسرائيلي (رسمياً (بالعبرية: ממשלת ישראל) (ميمشليت يسرائيل)، هو مجلس الوزراء الذي يمارس السلطة التنفيذية في إسرائيل وهو مؤلف من مسؤولين حكوميين يدعون الوزراء يتم اختيارهم وقيادتهم بواسطة رئيس الوزراء. يجب على رئيس الوزراء تعيين الوزراء على أساس توزيع الأصوات على الأحزاب السياسية خلال الانتخابات التشريعية، ويجب أن تتم الموافقة على الائتلاف عن طريق تصويت الكنيست. بموجب القانون الإسرائيلي، قد يقيل رئيس الوزراء أعضاء مجلس الوزراء، ولكن يجب القيام بذلك كتابةً، ويجب أن تتم الموافقة على التعيينات الجديدة من قبل الكنيست. معظم الوزراء رؤساء لدوائر الحكومية، رغم أن بعضهم وزراء بدون حقيبة. معظم الوزراء أعضاء في الكنيست، رغم أن المطلوب في الواقع ان يكون رئيس مجلس الوزراء بالنيابة ورئيس الوزراء فقط أعضاء في الكنيست. وبعض الوزراء يدعون مفوضي أو نواب رئيس الوزراء. على عكس رئيس الحكومة المكلف بالنيابة، هذه الأدوار ليس لها معنى قانوني. الحكومة تعمل وفقا للقانون الأساسي : الحكومة

## الحكومة الإسرائيلية
الحكومة في إسرائيل، هي الهيئة المخولة للسلطة التنفيذية. مسئولة عن أداء وتنفيذ الأحكام والسياسات التي تصدر عن الكنيست وحول إدارة السياسات الخاصة بشؤون الدولة المُختلفة. يتم تشكيل الحكومة من وزراء – المسؤولين على الوزارات الحكومية، ويرأسها رئيس الحكومة.

### القانون الأساسي الخاص بالحكومة الإسرائيلية
في إسرائيل، معظم الترتيبات الخاصة بتشكيل الحكومة، في إطارها العملي والسلطوي، قائمة على قانون أساسي. يفتح هذا القانون عدداً من التعريفات الأساسية:تحدد جوهر الحكومة باعتبارها سلطة تنفيذية لإسرائيل والقدس وذلك لاعتبارها مستوطنة. يجب الإشارة إلى أن الحكومة تعمل بموجب (بحكم) ثقة الكنيست وتحديد مسئوليتة الحكومة أمام الكنيست.
لقد تم اعتماد الإصدار الأول للقانون الأساسي الخاص بالحكومة عام 1968 وكان جزءً من نظام الانتخابات النسبية داخل إسرائيل. على غرار هذا، أثار هذا النظام جدل عام على مدى سنوات عديدة. أثار منتقدو النظام:انعدام استقرار السلطة، لتعدد الأحزاب وتمكين الأحزاب الصغيرة من قوة مبالغ فيها إعطاء الأحزاب الصغيرة دور أكبر بكثير من دورها الواقعي.
في عام 1992 تقرر تعديل القانون الأساسي الخاص بالحكومة. حدد القانون المعدل أن الانتخابات داخل إسرائيل سوف تدار وفقاً لهيكل (نظام) مزدوج:انتخابات مباشرة لرئاسة الحكومة وانتخابات نسبية للكنيست. وعلى هذا النمط أجريت الانتخابات 1996 و1999. وفي عام 2001 أجريت الانتخابات لرئاسة الحكومة فحسب. لقد جاء تعاقب الحكومات بصورة قوية ضد توقعات الأحزاب الصغيرة. في عام 2001 طرأ على القانون الأساسي اختلافات عديدة والتي بمقتضى ها تم إلغاء النظام التنفيذي المزدوج لرئيس الحكومة، واخضاعه لعدد من الاختلافات الخاصة بالنظام الانتخابي السابق.

### تشكيل الحكومة وتأسيسها
بصفة عامة تتشكل حكومة جديدة بعد انتخابات الكنيست أو بعد استقالة الحكومة أو انحلالها من خلال مُبادرة. عند الحاجة لتشكيل حكومة جديدة وذلك بعد تنحية رئيس الدولة، بعد التشاور مع ممثلي الفصائل داخل الكنيست وإسناد الحكومة لأحد أعضاء الكنيست بعد الموافقة عليه (بعد تنحية رئيس إسرائيل تشكل حكومة جديدة، يتم إسناد رئاستها لأحد أعضاء الكنيست بعد التشاور مع ممثلي التيارات المختلفة داخله). غالباً ما يتم إسناد مهام الحكومة لرئيس أكبر الأحزاب أو للكتلة السياسية المُستحوذة على عدد كبير من المقاعد البرلمانية. يُسند لعضو الكنيست الذي يتولى رئاسة الدولة تشكيل الحكومة، خلال 28 يوم لتحديد مهامه. يسمح للرئيس تمديد الفترة لتشمل 14 يوم إضافيين كحد أقصى. في حالة فشل عضو الكنيست في تشكيل الحكومة حتى نهاية الفترة المخصصة وفقاً للقانون أو الإعلان قبل تلك الفترة عدم قدرته تشكيل حكومة، أو شكلت الحكومة ولكن الكنيست رفض طلب الثقة. على الرئيس إسناد تشكيل الحكومة لعضو آخر، الذي يُعلن أنه قادر لتنفيذ تلك المهمة، ويعطى له 28 يوماً كمهلة لتنفيذ المهمة. وعند نجاح عضو الكنيست في تشكيل الحكومة، يخبر رئيس الدولة لتنصيب رئيس الكنيست، الذي يعقد جلسة للكنيست لتشكيل الحكومة. عضو الكنيست الذي يشكل الحكومة يتولى رئاسة الحكومة.
خلال اجتماع الكنيست لتشكيل الحكومة يتم صياغة القواعد السياسية في شئون (مجالات) الداخلية والخارجية والأمن والاقتصاد وغيرها، والموافقة على تشكيل الحكومة وتوزيع المهام (الحقائب) على الوزراء، وذلك بعد الموافقة على الطلب من الكنيست المبايعة (طرح) الثقة. عندما يطرح الكنيست الثقة للحكومة (يوافق أعضاء الكنيست على الحكومة)، تبدأ الحكومة في مُباشرة أعمالها. على رئيس الحكومة إعلان ولائه (حلف اليمين) أمام الكنيست:

### الائتلاف
الائتلاف هو اتحاد الأحزاب، بهدف توفير الدعم الكبير للحكومة. نتج عن تعدد الأحزاب في إسرائيل إلى عدم حصول حزب على أغلبية في الانتخابات للدورة السادسة عشر بالحصول على 61 عضو داخل الكنيست. نتيجة لذلك، يُضطر رئيس الحزب إلى تولي عمل تشكيل الحكومة ومصادقة الكنيست عليها. لضمان حكومة الحزب يقتضي على الأحزاب الأخرى تشكيل حكومة (موازية) والوعد بتحقيق الاستقرار على مدار الزمن (على مدار فترة الحكومة).كُل الحكومات التي تشكلت في إسرائيل قامت على (النظام) الائتلافي لعدد من الأحزاب.
للحصول على دعم الأحزاب الأخرى، تُدار المُفاوضات بين الحزب المشكل للحكومة وبين الأحزاب الأخرى (مُفاوضات ائتلافية حزبية). في إطار المُفاوضات، يقترح أن يكون للأحزاب الأخرى أصوات مُتعددة، في شكل سلسلة (قائمة) من الواجبات ذات الصلة باحتياجاتها (في مناصب لتلبية احتياجات الدولة) في السياسة، وتعيين الحقائب الوزارية والتشريعية والمساهمة في وضع الميزانية وغيرها. تدون تلك الاتفاقات والواجبات في إطار اتفاق الائتلاف. يلزم القانون نشر كل اتفاق على الملاء.

### الوظيفة وإيقافها (تولي الحكومة أعمالها وتخليها عن تلك الأعمال)
تُعتبر الفترة المعروفة (العادية) لمباشرة الحكومة مهامها تمتد لمدة أربع سنوات (التي هي أيضاً نفس لمدة مباشرة الكنيست مهامة). يجوز تقصير فترة الحكومة في الحالات الأتية:
- اقتراح من الكنيست بسحب ثقته من الحكومة.
- استقالة رئيس الوزراء:وذلك بعد تقديم خطاب «عريضة» استقالته لرئيس الدولة. استقالته تعني استقالة الحكومة.
- وفاة رئيس الوزراء:تقدم الحكومة استقالتها في يوم وفاته.

تستمر الحكومة المنتهية ولايتها في أداء مهامها عند تشكيل (اختيار) كنيست جديد أو استقالة الحكومة حتى يتم تشكيل حكومة جديدة.

### صلاحيات الحكومة ومهامها
تتولى الحكومة صلاحية العمل باسم(نيابة عن) الدولة، وفقاً للقانون، لكل مؤسسة اختصاص وعمل يحدده القانون لا يقع على سلطة آخرى (لكل سلطة مهمة يقتضيها القانون لا تتدخل سلطة آخرى في تنفيذها). بوجه عام فإن مهمة الحكومة هي تحديد السياسيات وتنفيذها في الشؤون الخارجية والأمن الداخلي والاقتصاد والشؤون الآخرى. هي مسئولة لتحديد طريقة صياغة اجتماعتها وأعمالها، عن طريق المناقشات (المباحثات) وإصدار القررات الخاصة بالحكومة.

## الحكومة المؤقتة لإسرائيل
كانت الحكومة الأولى هي الحكومة المؤقتة لإسرائيل (هامشالا هازمانيت) التي حكمت من فترة وجيزة قبل إعلان قيام دولة إسرائيل حتى تشكيل أول حكومة رسمية في مارس 1949 بعد أول انتخابات للكنيست في يناير من ذلك العام. تم تشكيلها كإدارة الشعب (مينهيليت هاعام) في 12 أبريل 1948، استعدادًا للاستقلال بعد أكثر من شهر بقليل. تم اختيار جميع أعضائها الثلاثة عشر من مويتزيت هاعام، الهيئة التشريعية المؤقتة التي تم إنشاؤها في نفس الوقت.

## الحكومة الحالية
الحكومة السابعة والثلاثون لإسرائيل (بالعبرية: ממשלת ישראל השלושים ושבע) هي الحكومة الحالية لإسرائيل، والتي أدت اليمين الدستورية في 29 ديسمبر 2022.

## قائمة الوزارات الإسرائيلية
- ديوان رئاسة الوزراء: يساند عمل رئيس الوزراء وينسق الإجراءات بين الوزارات في مجالات مختلفة (بما في ذلك جهاز الأمن العام، ومعهد الاستخبارات والمهمات الخاصّة الموساد، ودائرة الإحصاء المركزية، مكتب الصحافة الحكومي .....)[3]
- وزارة الدفاع : تعد وزارة الدفاع من المناصب العليا في الحكومة، بسبب أهمية الملف والوضع الأمني في إسرائيل.
- وزارة المالية: وهى المسؤولة عن تحديد السياسة الاقتصادية للحكومة وتنظيم النشاط الاقتصادي، تحديد ميزانية الدولة السنوية لنشاط الحكومة وتوزيعها على الوزارات الحكومية المختلفة، وإدارة دخل الدولة وجباية الضرائب المباشرة وغير المباشرة.[4]
- وزارة الخارجية: تقوم وزارة الخارجية ببلورة السياسة الخارجية لحكومة إسرائيل وبتطبيقها وبعرض هذه السياسة. وتُمثّل الوزارة الدولة في تعاملها مع حكومات أجنبية ومنظمات دولية وتشرح مواقفها ومشاكلها في العالم.[5]
- وزارة الاقتصاد: مسؤولة عن تشجيع الصناعة والتجارة والعمالة في الاقتصاد (كانت تسمى سابقا وزارة الصناعة والتجارة والعمل).[6]
- وزارة التربية والتعليم: مسؤولة عن نظام التعليم في إسرائيل.[7]
- وزارة الثقافة والرياضة: مسؤولة عن جميع الأنشطة الثقافية والرياضية في البلاد.[8]
- وزارة الصحة: مسؤولة عن النظام الصحي في إسرائيل، وتنظيم ترخيص المهن الطبية وشبه الطبية، وترخيص المؤسسات الطبية، وتنظيم الأدوية، والتكنولوجيات الغذائية والطبية، والإشراف على الصناديق الصحية بموجب قانون التأمين الصحي الوطني.[9]
- وزارة الداخلية: تعمل وزارة الداخلية في مواضيع التخطيط والبناء والحكم المحلي مسؤولة عن الاتصال المباشر مع المواطنين والوضع القانوني والإشراف على البلديات والسلطات المحلية الأخرى.[10]
- وزارة العدل: مسؤولة عن النظام القضائي الإسرائيلي، والمسائل التشريعية نيابة عن الحكومة، وسياسة تعيين القضاة، والقضايا المتعلقة بالقانون والحكومة.[11]
- وزارة الأمن الداخلي: تقع على عاتقها مسؤولية الأمن الداخلي والنظام العام، ولكن يتم تحديدها بشكل أساسي كمكتب مسؤول عن الشرطة الإسرائيلية.[12] تعالج وزارة العمل والشؤون الاجتماعية والخدمات الاجتماعية للسكان المحتاجين إلى المساعدة وهي مسؤولة عن معهد التأمين الوطني الذي يوفر بدلات ومزايا لسكان إسرائيل.
- وزارة المواصلات والأمان على الطريق: مسؤولة عن إدارة البنية التحتية للنقل في البلاد، عن طريق البر والجو، بما في ذلك التركيز على زيادة السلامة والأمان والكفاءة.[13]
- وزارة تطوير النقب والجليل: تعمل على تطوير النقب والجليل.
- وزارة الاتصالات: تتعامل مع تنظيم الاتصالات في إسرائيل، وهي مسؤولة عن وضع سياسة لشركات الاتصالات المختلفة، بما في ذلك شركات الهاتف الخلوي والهاتف، وهي مسؤولة عن بريد إسرائيل.[14]
- وزارة البناء والإسكان: مسؤولة عن مشاريع البناء والاستيطان، والسوق العقاري، وبناء مشاريع الإسكان والأحياء الجديدة.[15]
- وزارة الطاقة والمياه: مسئولة عن حقول الطاقة والثروات الطبيعية في دولة إسرائيل: الكهرباء، الوقود، غاز الطهو، الغاز الطبيعي، حفظ الطاقة، المياه، الصرف الصحي، التنقيب عن النفط، المعادن، بحث علوم الأرض والبحار وغيرها.[16]
- وزارة البيئة: وتقوم الوزارة لحماية البيئة بتنظيم مختلف أبعاد حماية جودة البيئة من خلال القوانين والأنظمة البيئية من ناحية والرقابة وفرض تطبيق القانون من ناحية أخرى.[17]
- وزارة السياحة: تتعامل مع الإشراف وتطوير البرامج لتشجيع السياحة الداخلية والخارجية في إسرائيل.[18]
- وزارة الزراعة والأمن الغذائي: تتناول الزراعة والمناطق الريفية، وتشمل الأنشطة الرئيسية للوزارة تخطيط وتطوير المستوطنات والزراعة والقرية والخدمات البيطرية والمحافظة على الأراضي والصرف الصحي، تتعاون الوزارة مع الهيئات العامة مثل إدارة أراضي إسرائيل ولجنة المياه.[19]
- وزارة استيعاب المهاجرين: مسؤولة عن استيعاب المهاجرين الجدد القادمين إلى إسرائيل.
- مكتب المساواة الاجتماعية: مسؤول عن المساواة بين الجنسين، تعزيز الشباب، الطلاب، كبار السن والأقليات.
- وزارة الخدمات الدينية: مسؤولة عن توفير الخدمات الدينية للسكان في إسرائيل.

## قائمة الحكومات الإسرائيلية
- حكومة إسرائيل المؤقتة، أول حكومة تشكلت بعد إعلان قيام دولة إسرائيل عام 1948
- حكومة إسرائيل الأولى، أول حكومة تشكلت مع دورة الكنيست الأولى عام 1949.
- حكومة إسرائيل الثانية، حكومة ثانية تشكلت مع دورة الكنيست الأولى عام 1950.
- حكومة إسرائيل الثالثة، تشكلت مع دورة الكنيست الثانية عام 1951.
- حكومة إسرائيل الرابعة، تشكلت في نهاية عام 1952 مع دورة الكنيست الثانية.
- حكومة إسرائيل الخامسة، تشكلت عام 1954 مع دورة الكنيست الثانية
- حكومة إسرائيل السادسة، تشكلت عام 1955 مع دورة الكنيست الثانية
- حكومة إسرائيل السابعة، تشكلت في 3 نوفمبر 1955 مع دورة الكنيست الثالثة
- حكومة إسرائيل الثامنة، تشكلت في 7 يناير 1958 مع دورة الكنيست الثالثة
- حكومة إسرائيل التاسعة، تشكلت في 17 ديسمبر 1959 مع دورة الكنيست الرابعة
- حكومة إسرائيل العاشرة، تشكلت في 2 نوفمبر 1961 مع دورة الكنيست الخامسة
- حكومة إسرائيل الحادية عشرة، تشكلت في 1963 مع دورة الكنيست الخامسة
- حكومة إسرائيل الثانية عشرة، تشكلت عام 1964 مع دورة الكنيست الخامسة
- حكومة إسرائيل الثالثة عشرة، تشكلت عام 1966 مع دورة الكنيست السادسة
- حكومة إسرائيل الرابعة عشرة، تشكلت عام 1969 مع دورة الكنيست السادسة
- حكومة إسرائيل الخامسة عشرة، تشكلت في 15 ديسمبر 1969 مع دورة الكنيست السابعة
- حكومة إسرائيل السادسة عشرة، تشكلت في عام 1974 مع دورة الكنيست الثامنة
- حكومة إسرائيل السابعة عشرة، تشكلت في عام 1974 مع دورة الكنيست الثامنة
- حكومة إسرائيل الثامنة عشرة، تشكلت في عام 1977 مع دورة الكنيست التاسعة
- حكومة إسرائيل التاسعة عشرة، تشكلت في عام 1981 مع دورة الكنيست العاشرة
- حكومة إسرائيل العشرون، تشكلت في عام 1983 مع دورة الكنيست العاشرة
- حكومة إسرائيل الحادية والعشرون، تشكلت في عام 1984 مع دورة الكنيست الحادية عشرة
- حكومة إسرائيل الثانية والعشرون، تشكلت في عام 1986 مع دورة الكنيست الحادية عشرة[20]
- حكومة إسرائيل الثالثة والعشرون، تشكلت في عام 1988 مع دورة الكنيست الثانية عشرة
- حكومة إسرائيل الرابعة والعشرون 1990-1992 برئاسة اسحاق شامير
- حكومة إسرائيل الخامسة والعشرون، تشكلت في عام 1992 مع دورة الكنيست الثالثة عشرة برئاسة إسحاق رابين
- حكومة إسرائيل السادسة والعشرون، تشكلت في عام 1995 برئاسة شمعون بيريز بعد مقتل رابين
- حكومة إسرائيل السابعة والعشرون، تشكلت في عام 1996 مع دورة الكنيست الرابعة عشرة برئاسة بنيامين نتنياهو وتسمى حكومة نتنياهو الأولى.
- حكومة إسرائيل الثامنة والعشرون، تشكلت في عام 1999 مع دورة الكنيست الخامسة عشرة برئاسة إيهود براك، في انتخابات مباشرة لرئاسة الحكومة.
- حكومة إسرائيل التاسعة والعشرون تشكلت في عام 2001 في انتخابات مباشرة لرئاسة الحكومة وانتهت بفوز أرئيل شارون
- حكومة إسرائيل الثلاثون تشكلت في عام 2003 مع دورة الكنيست السادسة عشرة، برئاسة أرئيل شارون.
- حكومة إسرائيل الحادية والثلاثين تشكلت في عام 2006 مع دورة الكنيست السابعة عشرة، برئاسة إيهود أولمرت
- حكومة إسرائيل الثانية والثلاثين تشكلت في عام 2009 مع دورة الكنيست الثامنة عشرة، برئاسة بنيامين نتنياهو.
- حكومة إسرائيل الثالثة والثلاثون تشكلت في عام 2013 مع دورة الكنيست التاسعة عشرة، برئاسة بنيامين نتنياهو.
- حكومة إسرائيل الرابعة والثلاثون تشكلت في عام 2015 مع دورة الكنيست العشرون، برئاسة بنيامين نتنياهو.
- حكومة إسرائيل الخامسة والثلاثون تشكلت في عام 2020 مع دورة الكنيست الثالثة والعشرون، برئاسة بيني غانتس، وبنيامين نتنياهو.
- حكومة إسرائيل السادسة والثلاثون تشكلت في عام 2021 مع دورة الكنيست الرابعة والعشرون، برئاسة نفتالي بينيت، ويائير لابيد.
- حكومة إسرائيل السابعة والثلاثون تشكلت في عام 2022 مع دورة الكنيست الخامسة والعشرون، برئاسة بنيامين نتنياهو.